# Oratorio di San Martino di Tours
L'oratorio di San Martino è situato in posizione elevata ed isolata ad est del villaggio di Deggio, località del comune di Quinto.

## Storia
Le prime tracce documentate dell'oratorio risalgono al 1443. La struttura delle pareti, con arcate cieche di stile carolingio suggerisce una datazione dell'edificio ai secoli IX-X. Probabilmente l'oratorio venne costruito sulla base di un precedente santuario. Una parte dell'edificio, con il campanile a vela, è posteriore. Fu restaurato negli anni 1935-1939 e 2007-2011.

## Descrizione

### Esterni
A destra del portale sud è presente un affresco quattrocentesco con San Cristoforo. 
La parete esterna del coro presenta una decorazione ad arcatelle cieche.

### Interni
L'oratorio si presenta come un edificio a navata singola, terminante un un coro di forma quadrata.
All'interno sono custoditi affreschi tardogotici databili alla seconda metà del Quattrocento-inizio del XVI secolo. Gli ultimi restauri nel coro hanno portato alla luce cinque diversi strati di intonaco affrescato in epoche diverse, a partire da quella romanica.

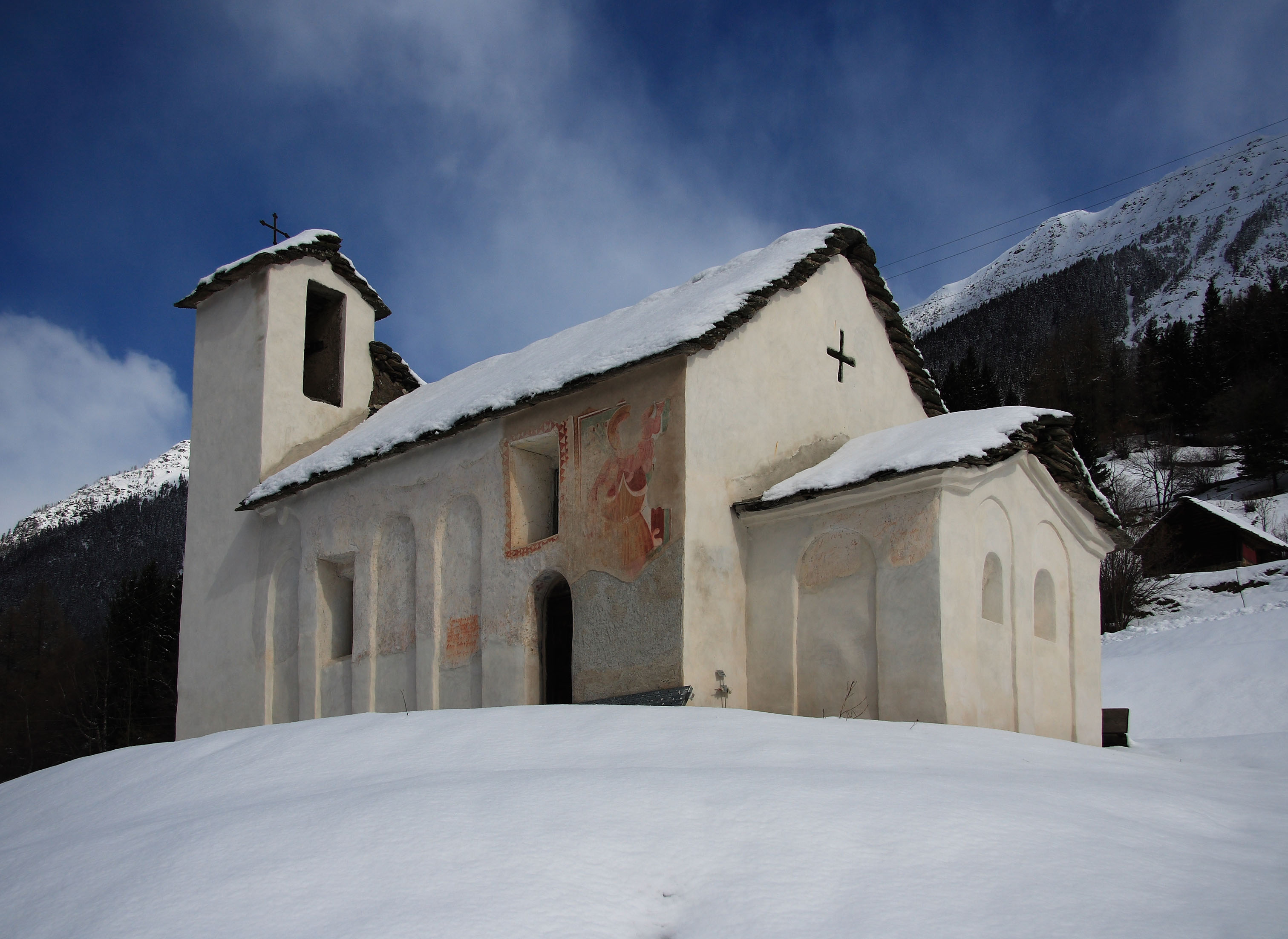
Oratorio di S. Martino a Deggio